# Santiago Sacatepéquez
Santiago Sacatepequez is een Guatemalteekse gemeente in het departement Sacatepéquez. Het ligt ongeveer 20 km van het centrum van de hoofdstad en grenst aan de gemeente San Lucas Sacatepequez.
Santiago Sacatépéquez staat vooral bekend voor de barilletes. Dit zijn grote papieren vliegers, met daarop afbeeldingen van heiligen, Maya-taferelen, symbolen e.d.
Traditioneel worden deze op 1 en 2 november bovengehaald, ter ere van Allerheiligen en Allerzielen. In Guatemala is het de gewoonte deze dagen uitgebreid te vieren. Talrijke optochten vinden dan plaats met deze barilletes en families trekken naar het kerkhof om hun voorouders te bezoeken en te vereren.